# 白石清
白石 清（しらいし きよし ）は、日本の実業家。

## 経歴・人物
早稲田大学理工学部卒。
1981年　富士通株式会社入社。コンピュータープログラマーとして、大型汎用機のOS（オペレーティングシステム）設計に携わる。その後、ファックス事業部に移り、ファックス用ソフトウェアの開発に取り組む。1988年 7月、株式会社リクルート入社。ファックス送信のネットワークシステムやボイスメール、アンサーリングサービスの企画及びシステム設計に携わる。その後Jストリームの立上に携わる。1998年 11月、株式会社Ｊストリーム代表取締役会長兼社長、2001年9月にはＪストリームの東証マザーズへの上場に成功。 
総務省「ブロードバンド時代における放送の将来像に関する懇談会」委員
総務省「通信・放送融合時代の情報通信政策のあり方に関する懇談会」委員、
早稲田大学メディアネットワークセンター 非常勤講師